# Miconia salicifolia
Miconia salicifolia är en tvåhjärtbladig växtart som först beskrevs av Aimé Bonpland och Charles Victor Naudin, och fick sitt nu gällande namn av Charles Victor Naudin. Miconia salicifolia ingår i släktet Miconia och familjen Melastomataceae. Inga underarter finns listade i Catalogue of Life.

## Bildgalleri

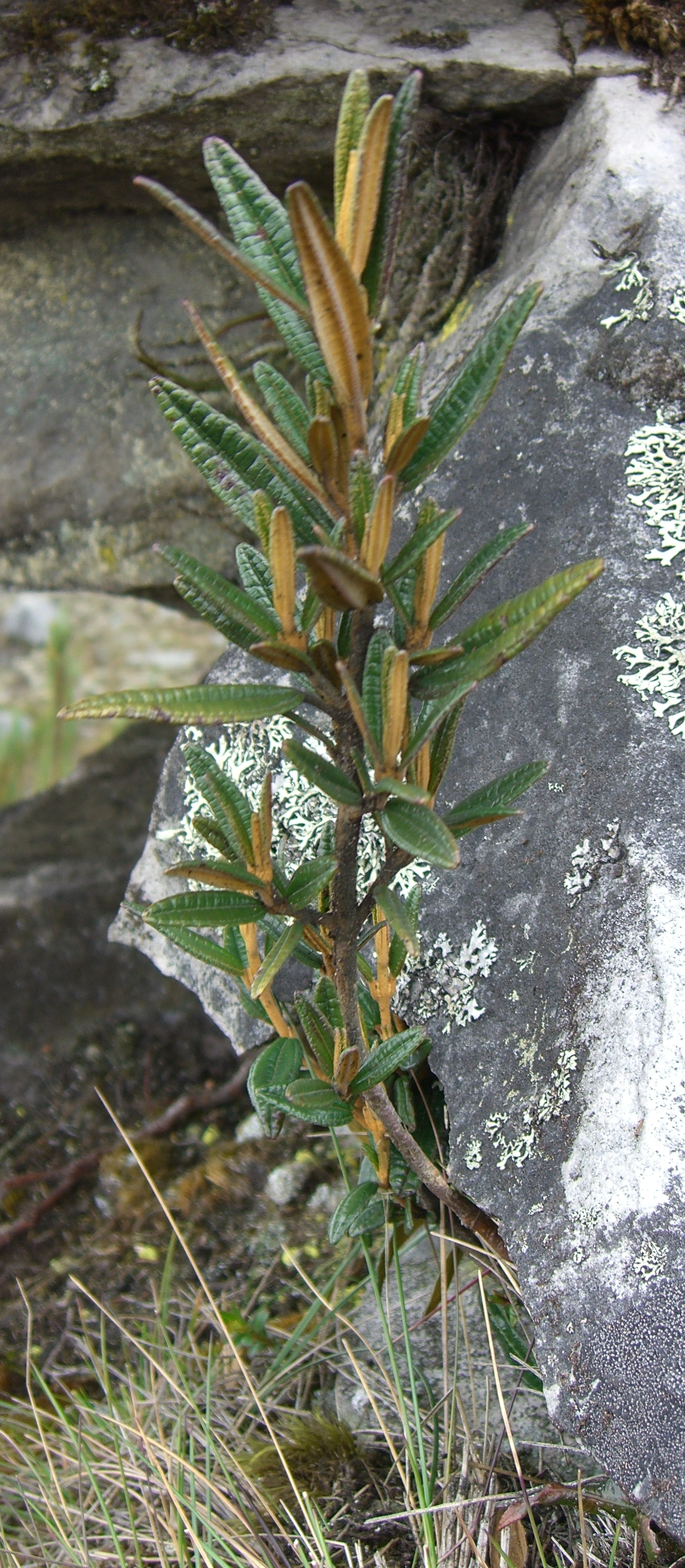